# Reinhold Bachler
Reinhold Bachler (* 26. Dezember 1944 in Eisenerz, Steiermark) ist ein ehemaliger österreichischer Skispringer und Skisprungtrainer. Vor seiner Sport-Karriere arbeitete Bachler als Bergmann am Erzberg.

## Die frühen Jahre
Seine ersten Erfolge feierte er 1967 mit sechs Siegen bei FIS-Springen. Als Höhepunkt stellte er am 12. März 1967 mit 154 Metern einen neuen Weltrekord im Skifliegen auf der Schanze in Vikersund auf. 1968 gewann Bachler die Silbermedaille auf der Normalschanze bei den Olympischen Spielen in Grenoble. Nach Grenoble war Reinhold Bachler über viele Jahre hinweg einer der wenigen österreichischen Skispringer, die mit der Weltspitze mithalten konnten. Sein größtes Problem war der Aufsprung, den er parallel, als so genanntes Kacherl, ausführte, wodurch er immer wieder Wertungspunkte verlor.

## Erfolgsserie des ÖSV-Teams
1974/75 wurde das ÖSV-Team und damit Österreich über Nacht zur Skisprungnation Nummer eins. Baldur Preiml, ein ehemaliger Teamkollege von Reinhold Bachler, war Cheftrainer des Teams geworden. Preimls Training und die von ihm initiierte Materialinnovation waren für den damaligen Skisprungsport wegweisend.
Um die älteren Springer Reinhold Bachler, Rudi Wanner und Walter Schwabl baute Baldur Preiml ein Team von jungen Sportlern auf. Toni Innauer, Karl Schnabl, Alois Lipburger, Willi Pürstl, Hans Wallner, Hans Millonig, Edi Federer, Rupert Gürtler und Alfred Pungg konnten sich an der Weltspitze behaupten.
Bei der Flugwoche in Vikersund 1975 erreichte Bachler den 1. und 2. Platz und hatte für die Skiflug-Weltmeisterschaft 1975 am Kulm in Tauplitz/Bad Mitterndorf große Erwartungen. Jedoch stürzte er im 1. Durchgang schwer und erlitt eine Gehirnerschütterung, eine Nierenquetschung und Rippenbrüche. 1975/76 wurde er Dritter bei der Vierschanzentournee und belegte bei den Olympischen Spielen in Innsbruck die Plätze 5 und 6. Er gewann in Sapporo, Murau und Planica noch drei Springen, wobei er in Planica mit 172 Metern auch seine persönliche Bestweite im Skifliegen verbesserte. In Summe konnte er während seiner 14-jährigen Laufbahn als Weltklassespringer bei FIS-Skisprungveranstaltungen 60 Podiumsplatzierungen erzielen. Kurz bevor der Skisprungweltcup eingeführt wurde, beendete Reinhold Bachler seine Karriere.

## Sportliche Erfolge

### Olympische Winterspiele
- Grenoble 1968: 2. Platz Normalschanze, 6. Platz Großschanze
- Innsbruck 1976: 6. Platz Normalschanze, 5. Platz Großschanze

### Weltmeisterschaften
- Oslo 1966: 12. Platz Großschanze, 19. Platz Normalschanze
- Grenoble 1968: 2. Platz Normalschanze, 6. Platz Großschanze
- Strbske Pleso 1970: 37. Platz Normalschanze, 9. Platz Großschanze
- Sapporo 1972: 30. Platz Normalschanze, 24. Platz Großschanze
- Planica 1972: 41. Platz Flugschanze
- Oberstdorf  1973: 11. Platz Flugschanze
- Falun 1974: 59. Platz Großschanze, 24. Platz Normalschanze
- Kulm 1975: 40. Platz Flugschanze
- Innsbruck 1976: 6. Platz Normalschanze, 5. Platz Großschanze
- Vikersund 1977: 20. Platz Flugschanze

### Vierschanzentournee
- 1968: 18. Platz (58. Oberstdorf, 3. Garmisch, 30. Innsbruck, 8. Bischofshofen)
- 1969: 11. Platz (9. Oberstdorf, 22. Garmisch, 13. Innsbruck, 15. Bischofshofen)
- 1970: 20. Platz (30. Oberstdorf, 36. Garmisch, 7. Innsbruck, 25. Bischofshofen)
- 1971: 23. Platz (17. Oberstdorf, 18. Garmisch, 35. Innsbruck, 30. Bischofshofen)
- 1972: 13. Platz (24. Innsbruck, 33. Garmisch, 34. Oberstdorf, 5. Bischofshofen)
- 1973: 12. Platz (8. Oberstdorf, 32. Garmisch, 14. Innsbruck, 10. Bischofshofen)
- 1974: 26. Platz (44. Oberstdorf, 57. Garmisch, 7. Innsbruck, 22. Bischofshofen)
- 1975: 15. Platz (12. Oberstdorf, 7. Garmisch, 9. Innsbruck, 31. Bischofshofen)
- 1976: 3. Platz (3. Oberstdorf, 4. Garmisch, 3. Innsbruck, 5. Bischofshofen)
- 1977: 8. Platz (9. Oberstdorf, 14. Garmisch, 5. Innsbruck, 25. Bischofshofen)
- 1978: 68. Platz (52. Oberstdorf, 63. Garmisch, 58. Innsbruck)

### FIS-Springen
- 1966: 2. in Ponte Di Legno (Kongsberg-Cup) – Normalschanze
- 1966: 2. in St. Moritz – Normalschanze
- 1967: 2. in Garmisch/Partenkirchen (Tournee) – Großschanze
- 1967: 2. in Oberwiesenthal – Normalschanze
- 1967: Sieger am Semmering – Normalschanze
- 1967: 3. in St. Moritz – Normalschanze
- 1967: Sieger in Gstaad – Normalschanze
- 1967: 3. in Garmisch/Partenkirchen (Kongsberg-Cup) – Großschanze
- 1967: 3. in Unterwasser – Normalschanze
- 1967: Sieger in Mysen – Normalschanze
- 1967: Sieger in Johanngeorgenstadt – Großschanze
- 1968: Sieger am Feldberg – Großschanze
- 1968: 2. in Cortina – Normalschanze
- 1968: 3. in Garmisch/Partenkirchen – Großschanze
- 1969: Sieger in Berchtesgaden – Normalschanze
- 1970: Sieger in Villach – Normalschanze
- 1970: Sieger in Willingen – Großschanze
- 1970: 2. in Marburg – Normalschanze
- 1970: 2. in Königsbronn – Normalschanze
- 1970: 2. in Feldberg – Normalschanze
- 1970: 2. in Dornbirn – Normalschanze
- 1970: 3. in Planica – Großschanze
- 1971: Sieger in Riezlern – Normalschanze
- 1971: 2. in Marburg – Normalschanze
- 1971: 2. in Murau – Großschanze
- 1971: 2. am Feldberg – Normalschanze
- 1971: 3. in Le Locle – Normalschanze
- 1971: Österreichischer Meister – Normalschanze
- 1972: Sieger in Tarvis (Kongsberg-Cup) – Normalschanze
- 1973: Sieger in St. Moritz – Normalschanze
- 1973: Sieger in Berchtesgaden – Normalschanze
- 1973: 2. in Titisee-Neustadt – Normalschanze
- 1973: 3. am Feldberg I – Normalschanze
- 1973: 2. am Feldberg II – Normalschanze
- 1973: 3. in Lahti – Großschanze
- 1974: Sieger in Ruhpolding – Normalschanze
- 1974: 2. am Feldberg – Normalschanze
- 1974: 3. in Mühlbach – Normalschanze
- 1974: 2. in Strbske Pleso I – Großschanze
- 1975: 2. in Murau – Großschanze
- 1975: 3. in Lahti II – Großschanze
- 1975: 3. in Oberstdorf – Großschanze
- 1976: 3. in Innsbruck – Großschanze
- 1976: 3. in Wörgl – Großschanze
- 1976: Sieger in Sapporo I – Großschanze
- 1976: 3. in Sapporo II – Großschanze
- 1976: Sieger in Kuopio I – Großschanze
- 1976: Sieger in Kuopio II – Großschanze
- 1977: 3. in Wörgl I – Großschanze
- 1977: Sieger in Murau I – Großschanze
- 1977: 2. in Murau II – Großschanze
- 1977: 2. in Königsbrunn – Normalschanze
- 1978: 2. in Willingen I – Großschanze

### Ski-Fliegen
- 1967: Weltrekord (154 m – Vikersund)
- 1967: Sieger in Vikersund II – Flugschanze
- 1967: 3. in Oberstdorf I – Flugschanze
- 1967: Sieger in Planica – Flugschanze
- 1968: 2. in Tauplitz/Bad Mitterndorf am Kulm – Flugschanze
- 1970: 3. in Oberstdorf – Flugschanze
- 1975: Sieger in Vikersund III – Flugschanze
- 1975: 2. in Vikersund II – Flugschanze
- 1977: Sieger in Planica I – Flugschanze

### Österreichische Meisterschaften
- 1965: Normalschanze, Breitenwang – 3. Platz (21. Februar)[1]
- 1966: Normalschanze, Villach – 2. Platz (13. Februar)[2]
- 1968: Normalschanze, Semmering – 2. Platz
- 1970: Normalschanze, Bad Aussee – 3. Platz
- 1971: Normalschanze, Andelsbuch – 1. Platz
- 1973: Normalschanze, Seefeld – 3. Platz
- 1975: Normalschanze, Andelsbuch – 2. Platz

### Ranglisten-Platzierung
- 1966/67: 3. Weltrangliste
- 1967/68: 3. Weltrangliste
- 1975/76: 4. Weltrangliste

### Weltrekord
| #  | Schanze         | Ort       | Land     | Weite   | aufgestellt am | Rekord bis    |
| -- | --------------- | --------- | -------- | ------- | -------------- | ------------- |
| 63 | Vikersundbakken | Vikersund | Norwegen | 154,0 m | 12. März 1967  | 21. März 1969 |

### Schanzenrekorde
| Schanze                         | Ort     | Land        | Weite   | aufgestellt am | Rekord bis    |
| ------------------------------- | ------- | ----------- | ------- | -------------- | ------------- |
| Velikanka bratov Gorišek (K165) | Planica | Jugoslawien | 169,0 m | 18. März 1977  | 19. März 1977 |
| Velikanka bratov Gorišek (K165) | Planica | Jugoslawien | 172,0 m | 19. März 1977  | 18. März 1979 |

## Trainer in seiner Heimat
Nach seiner sportlichen Karriere arbeitete er als kaufmännischer  Angestellter bei der Alpine am Erzberg.  
Von 1982 bis 2000 war Reinhold Bachler Trainer im nordischen Ausbildungszentrum Eisenerz. Seit dem Jahr 2000 ist er pensioniert.

## Auszeichnungen
- 1967: Rang 2 bei der Wahl zum Sportler des Jahres[3]
- 1996: Silbernes Ehrenzeichen für Verdienste um die Republik Österreich[4]